# Dorothy Allison
Dorothy Earlene Allison (Greenville, 11 aprile 1949 – Guerneville, 6 novembre 2024) è stata una scrittrice, saggista e antropologa statunitense i cui scritti si sono concentrati sulla lotta di classe, gli abusi sessuali, gli abusi sui minori, il femminismo e il lesbismo. Si autodefiniva una femme lesbica. Allison vinse numerosi premi per i suoi lavori, tra cui diversi Lambda Literary Awards. Nel 2014, Allison fu eletta membro della Fellowship of Southern Writers.

## Biografia
Nata a Greenville, Carolina del Sud, nel 1949, da Ruth Gibson Allison, che all'epoca aveva 15 anni. Suo padre morì quando lei era una bambina. La madre single era povera e lavorava come cameriera e cuoca. Alla fine Ruth si risposò, ma quando Dorothy aveva cinque anni, il patrigno iniziò ad abusare sessualmente di lei. Questo abuso durò sette anni. All'età di 12 anni, Allison ne parlò a un parente, che lo disse a sua madre. Ruth costrinse il marito a lasciare sola la ragazza e la famiglia rimase unita. La tregua non durò comunque a lungo, poiché il patrigno riprese gli abusi sessuali, continuando per cinque anni. Allison soffrì mentalmente e fisicamente, contraendo la gonorrea che non venne diagnosticata e curata fino ai 20 anni. La malattia non curata la rese incapace di avere figli. 
All'età di circa 11 anni, Allison si trasferì con la sua famiglia nella Florida centrale. Allison trovò sollievo dalla sua vita familiare a scuola. Disse di essere diventata consapevole della sua sessualità lesbica durante la sua prima adolescenza. Nel 1967, Allison frequentò il Florida Presbyterian College (ora Eckerd College) grazie a una borsa di studio ed iniziò a partecipare al movimento delle donne attraverso un collettivo femminista. Attribuì alle "femministe militanti" il merito di aver incoraggiato la sua decisione di scrivere. Sempre in questo periodo, Allison tagliò tutti i legami con la sua famiglia fino al 1981. Fu la prima della sua famiglia a diplomarsi al liceo. Quindi si laureò in antropologia alla New School for Social Research di Brooklyn e in seguito completò il suo percorso universitario all'Università statale della Florida e alla The New School for Social Research di New York dove conseguì un Master in antropologia urbana nel 1981.

## Carriera
Allison svolse un'ampia varietà di lavori prima di ottenere il successo come scrittrice. Dal 1973 al 1974 è stata redattrice della rivista femminista Amazing Grace, a Tallahassee, in Florida. Durante questo periodo, è stata anche una delle manager fondatrici della libreria femminista Herstore a Tallahassee. 
Lavorò come cameriera, baby sitter e supplente. Lavorò anche in un centro per l'infanzia, rispose al telefono in un centro di crisi per stupro e fu impiegata presso l'Amministrazione della sicurezza sociale. In certi periodi, lavorava di giorno e di notte sedeva nella sua stanza di motel e scriveva su blocchi legali gialli. Ha scritto delle sue esperienze di vita, tra cui gli abusi da parte del patrigno, la gestione della povertà e il suo desiderio per le donne. Questi temi diventarono la spina dorsale dei suoi lavori futuri. 
Esordì con un libro di poesie, The Women Who Hate Me, pubblicato da Long Haul Press nel 1983. Nel 1988, la sua prima raccolta di racconti, Trash, fu pubblicata da Firebrand Books. Racconti che la resero nota alla comunità LGBT. La consacrazione arrivò nel 1992 con il suo primo romanzo semi-autobiografico La bastarda della Carolina che venne nominato al National Book Award per la narrativa e trasposto in film 4 anni dopo da Anjelica Huston.
Membro della Fellowship of Southern Writers, affrontò nelle sue opere temi forti e spesso autobiografici come la lotta di classe, l'emancipazione femminile, gli abusi sessuali e l'identità di sesso.
In seguito Allison visse a Guerneville, in California, definendosi una "californiana felicemente rinata". Viveva con la sua compagna da oltre 30 anni, Alix Layman, e il figlio, Wolf Michael. 

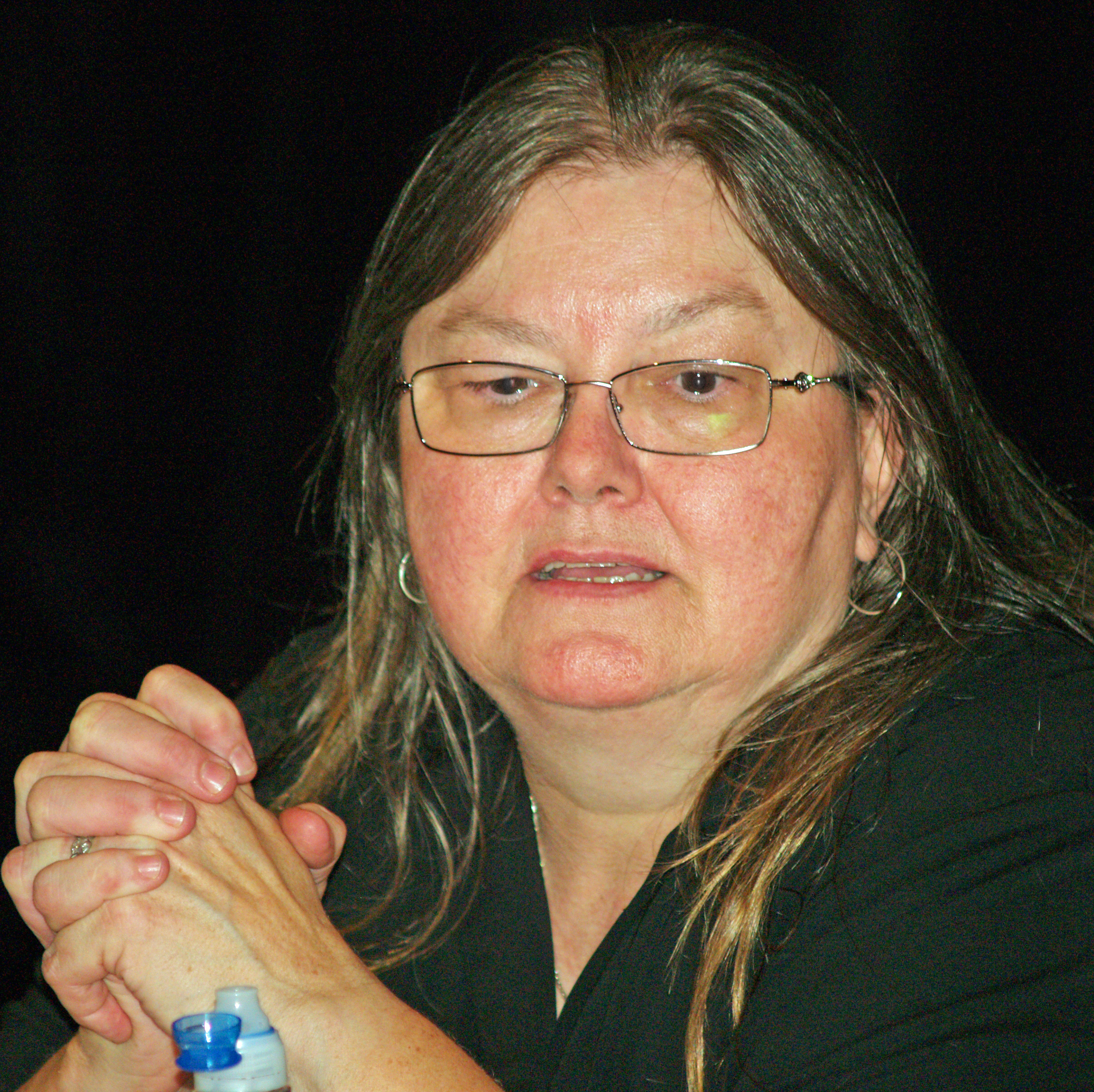
Allison al Brooklyn Book Festival del 2008

Layman morì all'età di 75 anni di cancro nella sua casa nel novembre 2024.

## Scrittura
I temi del lavoro di Allison includono la lotta di classe, gli abusi sessuali e sui minori, le donne, il lesbismo, il femminismo e la famiglia. La studiosa di letteratura francese Mélanie Grué descrive l'opera di Allison come una celebrazione del "corpo lesbico trasgressivo vilipeso".  Grué nota anche la capacità di Allison "di rendere pubblico il desiderio e il piacere [lesbico]" nei suoi scritti, in contrasto con le opinioni femministe della seconda ondata sulle "espressioni corrette" della sessualità. 
Il primo romanzo di Allison, il semi-autobiografico Bastard Out of Carolina (1992), è stato uno dei cinque finalisti per il National Book Award del 1992. 
Le sue influenze includono Flannery O'Connor, James Baldwin, Jewelle Gomez, Toni Morrison, Bertha Harris e Audre Lorde. Allison ha detto che The Bluest Eye di Morrison l'ha aiutata a scrivere sull'incesto.  All'inizio degli anni '80, Allison incontrò Lorde a una lettura di poesie. Dopo aver letto quello che sarebbe poi diventato il suo racconto "River of Names", Lorde le si avvicinò e le disse che doveva semplicemente scrivere. 

## Opere principali

### Poesia
- The Women Who Hate Me: Poems by Dorothy Allison (1983)
- The Women Who Hate Me: Poetry 1980-1990 (1991)

### Racconti
- Trash (Trash: Short Stories, 1988), Milano, Il dito e la luna, 2006 traduzione di Margherita Giacobino ISBN 88-86633-36-X.

### Romanzi
- La bastarda della Carolina (Bastard Out of Carolina, 1992), Roma, Minimum fax, 2018 traduzione di Sara Bilotti ISBN 978-88-7521-901-7.
- Cavedweller (1998)

### Memoir
- Due o tre cose che so di sicuro (Two or Three Things I Know for Sure, 1995), Roma, Minimum fax, 2019 traduzione di Sara Bilotti ISBN 978-88-3389-018-0.

### Saggi
- Skin: Talking About Sex, Class & Literature (1994)
- Two or Three Things I Know for Sure (1995)

## Filmografia principale
- Bastard Out of Carolina (1996) regia di Anjelica Huston (soggetto)
- Cavedweller (2004) regia di Lisa Cholodenko (soggetto)